# HD 168199
HD 168199，又名BD+13 3593，SAO 103578、HR 6851，是一颗恒星，视星等为6.3，位于銀經41.67，銀緯13.54，其B1900.0坐标为赤經18h 13m 28.2s，赤緯+13° 13.54′ 20″。